# Peter Hanke
Peter Hanke (Bécs, 1964. március 28. –) osztrák szociáldemokrata politikus, 2025-től Ausztria közlekedési, innovációs és technológiai minisztere, 2018 és 2025 között Bécs pénzügyekért, gazdaságért, digitalizációért és nemzetközi ügyekért felelős tanácsnoka, 2002 és 2018 között pedig a Wien Holding ügyvezető igazgatója.

## Életpályája
1964-ben született Bécsben. 1984-ben érettségizett és 1992-ig tanult a Bécsi Közgazdaságtudományi Egyetemen, viszont diplomát nem szerzett, ugyanis a már leosztályzott diplomamunkáját nem védte meg. 1993-tól 2018-ig dolgozott a Wien Holdingnál, 2002-ig gazdasági referensként, 2002-től 2018-ig pedig ügyvezető igazgatóként. 2007-ben a VÖWG érdekképviseleti szervezet alelnökévé, majd 2021-ben elnökévé választották.
2018-ban Renate Brauner utódja lett pénzügyi tanácsnokként a bécsi tartományi önkormányzatban, emellett átvette Bécs sajtó- és információs szolgálatát. A Wien Holdingban betöltött pozícióját Doris Rechberg-Missbichler vette át.
A bécsi gazdaság támogatása érdekében a koronavírus-válság idején Hanke 2020 szeptemberében 50–70 millió eurós koronavírus-segélyalapot biztosított. Michael Ludwig bécsi polgármester 2020. novemberi újraválasztását követően átvette a Wiener Stadtwerke, Bécs infrastrukturális szolgáltatójának irányítását.
2025. március 3-án Alexander Van der Bellen elnök feleskette Hankét Ausztria közlekedési, innovációs és technológiai miniszterévé a Stocker-kormányban. A bécsi tartományi önkormányzatban Ulli Sima, majd március 7-től Christoph Maschek vette át a helyét.

## Díjak és elismerések
- Krisenmanager 2020, politika kategóriában[15]

## Fordítás
- Ez a szócikk részben vagy egészben  a   Peter Hanke című német Wikipédia-szócikk fordításán alapul.  Az eredeti cikk szerkesztőit annak laptörténete sorolja fel. Ez a jelzés csupán a megfogalmazás eredetét és a szerzői jogokat jelzi, nem szolgál a cikkben szereplő információk forrásmegjelöléseként.